# Détroit d'Akashi
 (mai 2012).
Si vous disposez d'ouvrages ou d'articles de référence ou si vous connaissez des sites web de qualité traitant du thème abordé ici, merci de compléter l'article en donnant les références utiles à sa vérifiabilité et en les liant à la section « Notes et références ».
Le détroit d'Akashi (明石海峡, Akashi Kaikyō) est un détroit du Japon. Il est situé à la limite septentrionale de l'île d'Awaji et la sépare de la ville de Kōbe sur l'île de Honshū. Il fait la liaison entre la mer de Harima à l'ouest et la baie d'Ōsaka à l'est, toutes deux comprises dans la mer intérieure de Seto. Il est traversé par le pont du détroit d'Akashi, le deuxième  pont suspendu du monde en longueur.

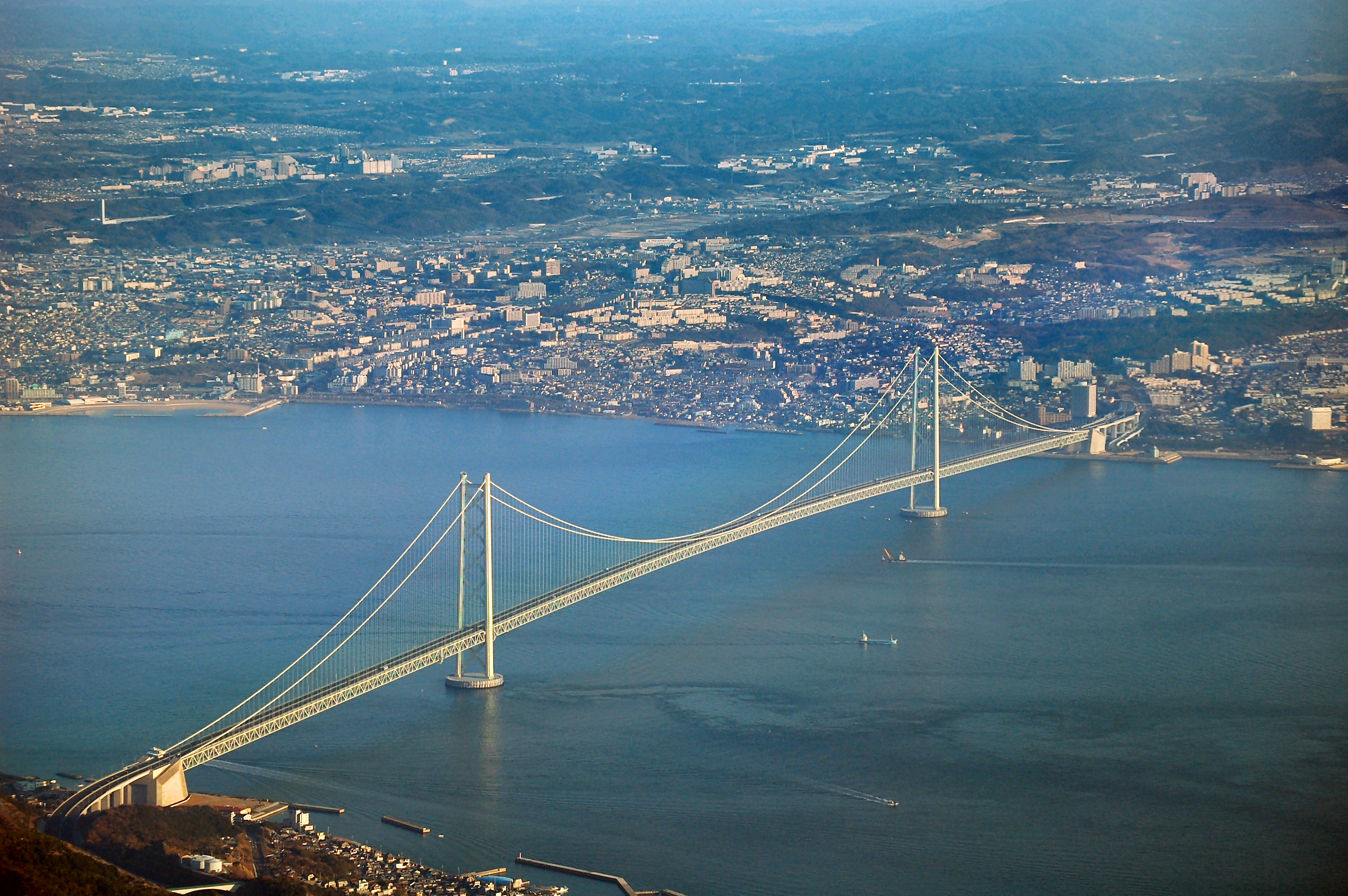
Vue du détroit d'Akashi